# Simen Berntsen
Simen Berntsen (* 2. Juli 1976) ist ein ehemaliger norwegischer Skispringer.

## Werdegang
Berntsen sprang ab 1994 im Continental Cup (COC) und erreichte dort bereits in seiner ersten Saison 46 Punkte. In seiner zweiten Saison 1995/96 erreichte er mit 612 Punkten den 5. Platz in der Gesamtwertung. Daraufhin wurde er für den A-Nationalkader und damit für den Skisprung-Weltcup nominiert und sprang am 17. Februar 1996 sein erstes Weltcup-Springen in Iron Mountain. Dort konnte er mit dem 23. Platz auf der Großschanze seine ersten Weltcup-Punkte gewinnen. Im zweiten Springen von der Copper-Peak-Schanze verpasste er mit Platz 34 die Punkteränge knapp. In der Continental-Cup-Saison 1996/97 erreichte er mit 728 Punkten den vierten Platz in der COC-Gesamtwertung. Im Weltcup verlief es jedoch im ersten Springen weniger erfolgreich. So erreichte er in Lillehammer nur den 49. Platz. Zum Saisonende jedoch stand er erneut fest im Kader und konnte am 8. März 1997 beim Teamspringen gemeinsam mit Håvard Lie, Roar Ljøkelsøy und Lasse Ottesen mit Platz drei aufs Podium springen. Es war sein einziges Weltcup-Podium. In den folgenden Weltcup-Springen bis zum Saisonende erreichte er immer die Punkteränge und beendete die Saison auf dem 48. Platz in der Weltcup-Gesamtwertung. Anschließend sprang er noch zwei Jahre weiter im Continental Cup, konnte jedoch keine Erfolge mehr erzielen und beendete 1999 seine aktive Skisprungkarriere.

## Statistik

### Weltcup-Platzierungen
| Saison  | Platz | Punkte |
| ------- | ----- | ------ |
| 1995/96 | 083.  | 008    |
| 1996/97 | 048.  | 068    |

### Continental-Cup-Platzierungen
| Saison  | Platz | Punkte |
| ------- | ----- | ------ |
| 1994/95 | 141.  | 046    |
| 1995/96 | 006.  | 612    |
| 1996/97 | 004.  | 728    |
| 1997/98 | 047.  | 273    |
| 1998/99 | 271.  | 006    |